# Гало тёмной материи

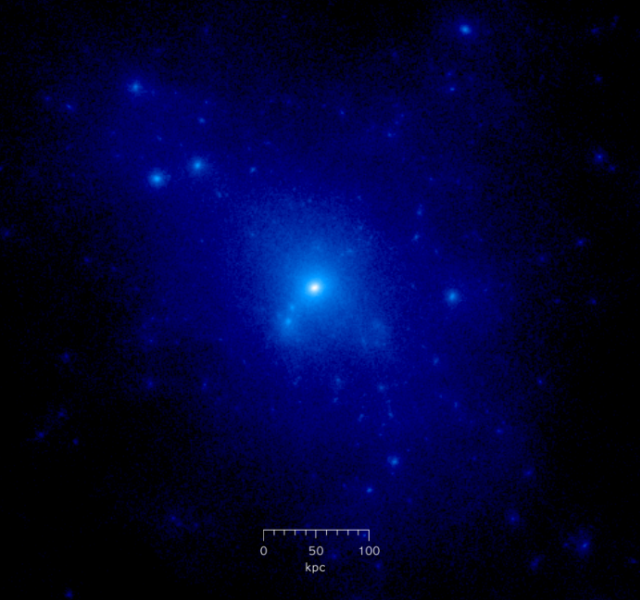
Пример гало тёмной материи, полученного при N-body моделировании.

Гало тёмной материи — гипотетический компонент галактик, окружающий галактический диск и простирающийся далеко за пределы видимой части галактики. Масса гало при этом является главным компонентом общей массы галактики. Поскольку данные гало состоят из тёмной материи, то не наблюдаются напрямую, однако их наличие определяется по оказываемому влиянию на движение звёзд и газа в галактиках. Гало тёмной материи играют ключевую роль в современных моделях возникновения и эволюции галактик.

Кривая вращения Млечного Пути. По оси ординат отложена скорость вращения вокруг центра Галактики. По оси абсцисс отложено расстояние от центра Галактики. Солнце отмечено жёлтым кружком. Синим цветом показана наблюдаемая кривая вращения. Красным цветом показана кривая вращения, полученная по данным о массе звёзд и газа. Серые отрезки показывают разброс в наблюдениях. Различие кривых вращения может быть вызвано наличием тёмной материи или другим видом законов гравитации.

## Форма кривых вращения как доказательство существования гало тёмной материи
О наличии тёмной материи в гало свидетельствует её влияние на кривую вращения галактик. При отсутствии большого количества массы в сферическом гало скорость вращения галактики убывала бы на больших расстояниях от её центра, как, например, орбитальные скорости планет убывают с расстоянием от Солнца. Однако наблюдения спиральных галактик, в частности радионаблюдения линии излучения нейтрального водорода, показывают, что кривые вращения большинства галактик становятся пологими при удалении от центра галактики; таким образом, скорость вращения не проявляет быстрого убывания с увеличением расстояния от галактического центра. Отсутствие наблюдаемого вещества, способного объяснить наблюдения, приводит к гипотезе существования ненаблюдаемого вещества (англ. dark — скрытое, тёмное), высказанной К. Фрименом (англ. Ken Freeman) в 1970 году, или к вопросу о неполноте общей теории относительности, в рамках которой рассматривается движение объектов. Фримен отметил, что ожидаемое уменьшение скорости вращения не наблюдается ни в NGC 300, ни в M 33, и предложил гипотезу существования скрытой массы для объяснения. Подтверждения данной гипотезы можно найти в ряде работ.

## Формирование и структура гало тёмной материи
Предполагается, что формирование гало тёмной материи играет существенную роль на ранних этапах образования галактик. На протяжении периода формирования первых галактик во Вселенной температура барионного вещества вероятно была слишком высокой для формирования гравитационно связанных объектов, поэтому требовалось наличие уже сформировавшихся структур тёмного вещества, способных оказывать дополнительное гравитационное воздействие на барионное вещество. Современная теория формирования галактик опирается на понятие холодной тёмной материи и образование ею структур на ранних этапах развития Вселенной.
Теория образования структур холодной тёмной материей начинается с рассмотрения возмущений плотности во Вселенной, которые линейно росли до тех пор, пока их плотность не достигла критического значения, после чего расширение возмущений сменилось сжатием, в результате которого образовались гравитационно связанные гало тёмной материи. Данные гало продолжали расти по массе и размеру путём аккреции вещества из ближайших окрестностей или при слиянии тёмных гало друг с другом. Численное моделирование структуры холодной тёмной материи привело к следующим выводам: первоначальный малый объём с малыми возмущениями расширяется по мере расширения Вселенной. С течением времени малые возмущения растут и коллапсируют, создавая маленькие гало. На более поздних стадиях маленькие гало сливаются, образуя вириализованное гало тёмной материи эллипсоидальной формы, проявляющее структуру в виде субгало.
Использование теории холодной тёмной материи помогает предолеть ряд проблем, связанных со свойствами обычного барионного вещества, поскольку снимает большую часть теплового давления и давления излучения, препятствующие коллапсу барионного вещества. Тот факт, что тёмная материя является более холодной по сравнению с барионным веществом, позволяет тёмной материи раньше сформировать холодные гравитационно связанные сгустки. После формирования подобных субгало их гравитационного влияния на барионное вещество становится достаточно для того, чтобы превысить тепловую энергию и позволить барионному веществу сколлапсировать, образовав звёзды и галактики. Результаты моделирования формирования галактик на ранних этапах согласуется со структурой, наблюдаемой при обзорах галактик и исследованиях космического микроволнового фона.

### Профиль плотности
Зачастую применяется модель псевдоизотермического гало тёмной материи:
{\displaystyle \rho (r)=\rho _{o}\left[1+\left({\frac {r}{r_{c}}}\right)^{2}\right]^{-1},}
где{\displaystyle \rho _{o}} обозначает центральную плотность,{\displaystyle r_{c}} обозначает радиус ядра. Данная модель является хорошим приближением для большинства наблюдаемых кривых вращения, но не предоставляет полного описания, поскольку при устремлении радиуса к бесконечности полная масса также становится бесконечной. В любом случае данная модель является лишь приближением, поскольку наблюдается ряд отклонений от представленного профиля. Например, после коллапса внешние части гало могут не прийти в состояние равновесия; нерадиальные движения могут играть важную роль в развитии гало; слияния в результате иерархического формирования гало могут привести к некорректности применения модели сферического коллапса.
Численное моделирование формирования структуры гало в расширяющейся Вселенной привело к модели профиля Наварро—Френка—Уайта:
{\displaystyle \rho (r)={\frac {\rho _{crit}\delta _{c}}{\left({\frac {r}{r_{s}}}\right)\left(1+{\frac {r}{r_{s}}}\right)^{2}}},}
где {\displaystyle r_{s}} является масштабным радиусом, {\displaystyle \delta _{c}} — характеристической (безразмерной) плотностью, {\displaystyle \rho _{crit}} = {\displaystyle 3H^{2}/8\pi G} является критической плотностью.
Данный профиль называют универсальным, поскольку он применим для широкого диапазона масс гало, составляющего четыре порядка, от гало отдельных галактик до гало скоплений галактик. Профиль обладает конечным значением гравитационного потенциала даже в том случае, когда полная проинтегрированная масса имеет логарифмический характер расходимости. Как правило, объём гало рассматривают до сферы с радиусом, при котором плотность внутри объёма в 200 раз превышает критическую плотность Вселенной, хотя с математической точки зрения гало может простираться до больших расстояний. Лишь спустя некоторое время учёные обнаружили, что профиль плотности существенно зависит от окружения гало, и профиль Наварро—Френка—Уайта применим только для изолированных гало. Гало Наварро—Френка—Уайта в целом представляют более плохое приближение, чем модель псевдоизотермического гало.
Компьютерное моделирование с более высоким разрешением лучше описывается профилем Эйнасто:
{\displaystyle \rho (r)=\rho _{e}Exp\left[-d_{n}\left(\left({\frac {r}{r_{e}}}\right)^{\frac {1}{n}}-1\right)\right],}
где r обозначает пространственный (не проективный) радиус. Множитель {\displaystyle d_{n}} является такой функцией n, что
{\displaystyle \rho _{e}} равна плотности на радиусе {\displaystyle r_{e}}, в пределах которого заключена половина общей массы. Хотя добавление третьего параметра несколько улучшает описание результатов численного моделирования, но на взгляд модель неотличима от двупараметрической модели Наварро—Френка—Уайта и не решает проблему каспа в центре галактики.

### Форма
Коллапс уплотнений обычно не является строго сферически-симметричным, поэтому нет причин считать образующиеся в результате гало сферически-симметричными. Даже в самых ранних результатах численного моделирования модельные гало получались сплюснутыми. Последующие работы показали, что поверхности равной плотности внутри гало можно представить трёхосными эллипсоидами.
Вследствие неопределённости как данных, так и предсказаний модели, до сих пор не до конца известно, согласуется ли форма гало, выведенная на основе наблюдений, с предсказаниями модели Лямбда-CDM.

### Субструктура гало
До конца 1990-х годов численное моделирование формирования гало практически не выявляло структуру внутри гало. С увеличением вычислительной мощности и улучшением алгоритмов стало возможно рассматривать большее число модельных частиц и получать более высокое разрешение. В настоящее время ожидается наличие выраженной субструктуры внутри гало. В случае, когда маленькое гало сливается с крупным, сначала оно превращается в субгало, вращающееся в гравитационном потенциале более крупного гало. По мере вращения по орбите субгало испытывает сильное приливное воздействие, вследствие чего теряет массу. Вследствие динамического трения гало теряет энергию и угловой момент, орбита постепенно изменяется. Останется ли субгало гравитационно связанным образованием, зависит от массы, профиля плотности и орбиты.

### Угловой момент
Как первоначально указал Ф. Хойл и на основе численного моделирования показали Г. Эфстафиу и Б. Джонс, асимметричный коллапс в расширяющейся Вселенной приводит к образованию объектов со значительным угловым моментом.
Результаты численного моделирования показывают, что распределение параметров вращения для гало, образовавшихся в ходе бездиссипационного иерархического скучивания, может быть хорошо описано логнормальным распределением, медиана и ширина которого слабо зависят от массы гало, красного смещения и космологической модели:
{\displaystyle \rho (\lambda )d\lambda ={\frac {1}{{\sqrt {2\pi }}\sigma _{ln\lambda }}}\exp \left[-{\frac {\ln \left({\frac {\lambda }{\bar {\lambda }}}\right)^{2}}{2\sigma _{\ln \lambda }^{2}}}\right]{\frac {d\lambda }{\lambda }},}
где {\displaystyle {\bar {\lambda }}\approx 0.035} и {\displaystyle \sigma _{ln\lambda }\approx 0.5}. Для всех масс гало существует зависимость, в рамках которой гало с более высоким спином оказываются в более плотных областях, то есть в областях с большей скученностью.

## Теории о природе тёмной материи
Природа тёмных гало спиральных галактик до сих пор не прояснена, но существуют две популярные теории: гало состоит из слабовзаимодействующих элементарных частиц, вимпов, или состоит из большого количества маленьких тёмных тел, называемых MACHO (англ. Massive compact halo object, массивный компактный объект гало) и состоящих из обычного вещества, но не создающих излучения, которое мы можем обнаружить. Предложен ряд возможных объектов-MACHO, включающий чёрные дыры и очень тусклые белые карлики. Несмотря на то, что объекты-MACHO очень тусклые, они будут оказывать гравитационное воздействие, как предсказывает общая теория относительности. Предпочтительным методом поиска MACHO в гало нашей галактики является поиск явлений гравитационного микролинзирования. Гравитационное микролинзирование проявляется в случае, когда две звезды находятся на одном луче зрения, причём далёкая звезда заслоняется ближней. Свет дальней звезды, проходя около ближней, искривляет траекторию на некоторый угол, создавая гало Эйнштейна. В большинстве случаев гало настолько мало, что оптически неотличимо от звезды. В целом эффект делает звезду более яркой. Проекты EROS и MACHO направлены на поиск объектов-MACHO в гало при наблюдении Большого и Малого Магеллановых Облаков. Если в гало существует MACHO на луче зрения от звёзд Магеллановых Облаков до нас, произойдёт микролинзирование. Величина и количество явлений микролинзирования может быть использована для получения границ интервала для массы объекта-MACHO в гало. Изначально в рамках проектов можно было определить строгие границы возможных значений массы{\displaystyle 3.5\cdot 10^{-7}M_{\odot }<m<4.5\cdot 10^{-5}M_{\odot }}, и объекты такой малой массы могли создать не более 10 % принятого значения массы гало. Спустя два года проект EROS2 изменил данный предел, в результате был сделан вывод о том, что объекты с массой менее солнечной не могут составлять значительную часть гало. Два проекта вместе исключили объекты с массами в интервале{\displaystyle 3.5^{-7}M_{\odot }<m<30M_{\odot }} Сверхтяжёлые объекты с массами более{\displaystyle 43M_{\odot }} были исключены путём сравнения результатов моделирования методом Монте-Карло с наблюдаемым распределением. Очень лёгкие объекты не смогли бы сохраниться на временных масштабах, необходимых для формирования галактики.

## Гало тёмной материи Млечного Пути
Наблюдаемый диск Млечного Пути погружён в более массивное почти сферическое гало тёмной материи. Плотность тёмной материи уменьшается с увеличением расстояния от центра галактики. Считается, что 95 % галактики состоит из тёмной материи. Светящаяся материя имеет массу около 9 x 1010 масс Солнца. Масса тёмной материи составляет от 6 x 1011 до 3 x 1012 масс Солнца.